# 써레

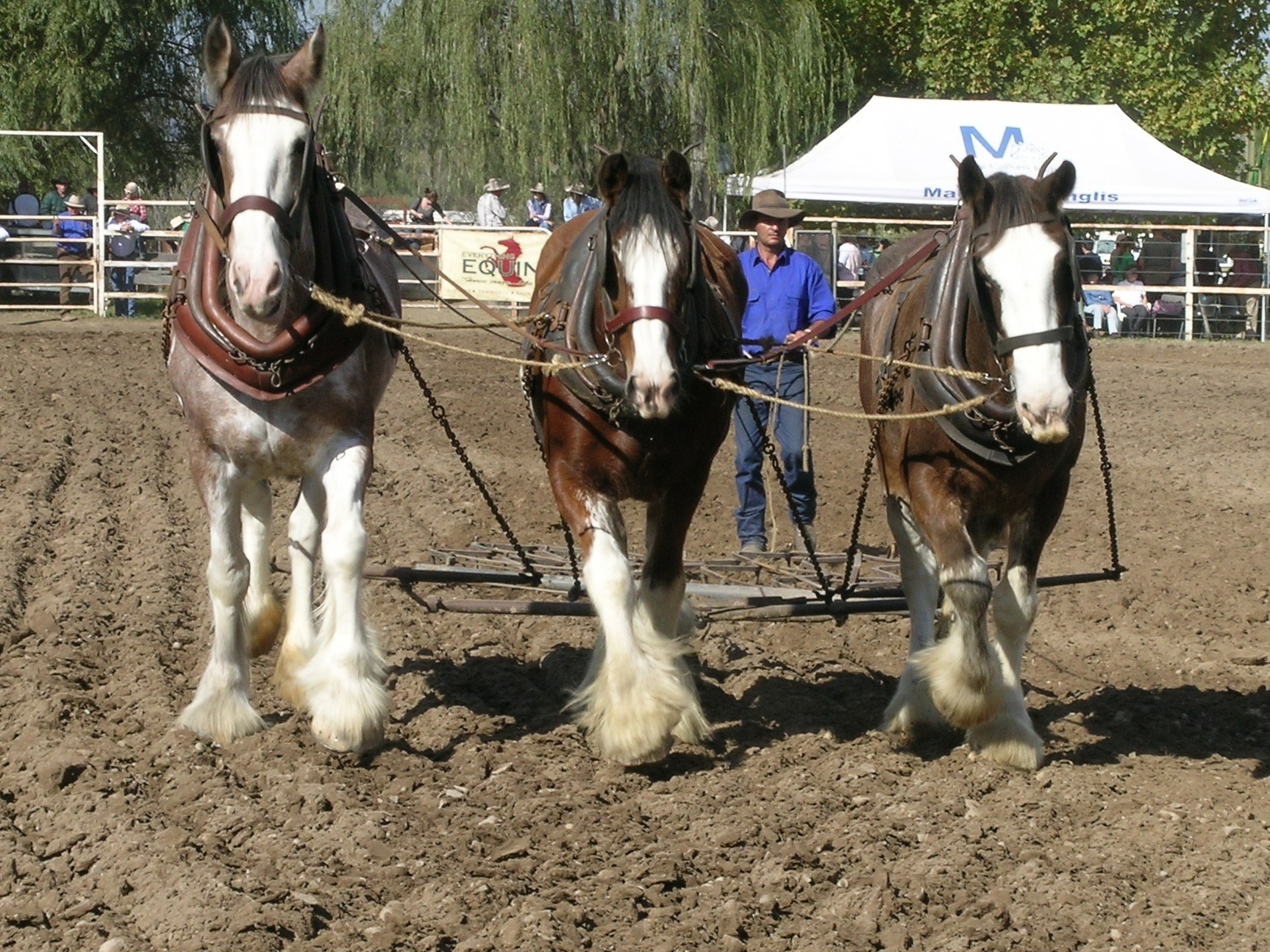
호주 뉴사우스웨일즈에서 말이 써레를 끌고 있다.

써레는 갈아 놓은 논바닥을 고르거나 흙덩이를 잘게 부수는 농기구이다. 긴 각목에 둥글고 끝이 빤 살을 7-10개 박고 위에 손잡이를 대었는데, 각목 양쪽에 끈을 달아 말이나 소가 끌게 되어 있다. 이 기구를 사용하는 행위는 써레질이라고 한다.

## 참고 자료
- 이 문서에는 다음커뮤니케이션(현 카카오)에서 GFDL 또는 CC-SA 라이선스로 배포한 글로벌 세계대백과사전의 내용을 기초로 작성된 글이 포함되어 있습니다.